# Чемпионат Европы по летнему биатлону 2004
Открытый чемпионат Европы по летнему биатлону 2004 прошёл в немецком Клаусталь-Целлерфельде с 13 по 15 августа 2004 года. Было разыграно 10 комплектов медалей (5 — взрослые и 5 — юниоры).

## Призёры

### Взрослые
| Гонка:                                             | Золото:                                                                             | Время             | Серебро:                                                                     | Время                     | Бронза:                                                                            | Время               |
| Спринт, 4 км мужчины 13 августа 2004               | Алексей Щепарёв · Россия                                                            | 17.24,2 (1+2)     | Алексей Миронов · Россия                                                     | +7,4 (2+1)                | Кристиан Мерингер · Германия                                                       | +15,3 (1+0)         |
| Гонка преследования, 6 км мужчины 14 августа 2004  | Алексей Миронов · Россия                                                            | 28.51,7 (0+0+3+1) | Алексей Щепарёв · Россия                                                     | +41,4 (1+0+2+3)           | Кристиан Мерингер · Германия                                                       | +1.21,7 (1+3+2+0)   |
| Спринт, 3 км женщины 13 августа 2004               | Любовь Ермолаева · Россия                                                           | 16.30,6 (0+1)     | Оксана Неупокоева · Россия                                                   | +36,9 (1+3)               | Моника Лидтке · Германия                                                           | +39,1 (1+1)         |
| Гонка преследования, 5 км женщины 14 августа 2004  | Любовь Ермолаева · Россия                                                           | 30.24,0 (0+2+1+1) | Моника Лидтке · Германия                                                     | +29,3 (0+1+1+0)           | Евгения Михайлова · Россия                                                         | +1.05,6 (2+2+1+1)   |
| Смешанная эстафета 2×3 км + 2×4 км 15 августа 2004 | Россия 1 · Оксана Неупокоева · Любовь Ермолаева · Алексей Щепарёв · Алексей Миронов | 1:07.54,6 (0+0)   | Германия · Барбара Эртль · Моника Лидтке · Франк Рёттген · Кристиан Мерингер | +3.39,8 (0+0) (1+0) (0+0) | Словакия 1 · Ева Шебова · Бибиана Швейковская · Радован Циеник · Даворин Шкваридло | +5.01,0 (1+1) (0+0) |

### Юниоры
| Гонка:                                             | Золото:                                                                     | Время                       | Серебро:                                                                | Время                 | Бронза:                                                                             | Время                           |
| Спринт, 4 км мужчины 13 августа 2004               | Эдгарс Пиксонс · Латвия                                                     | 17.46,7 (0+3)               | Павел Чуприянов · Россия                                                | +5,4 (1+2)            | Дмитрий Петин · Россия                                                              | +37,1 (1+2)                     |
| Гонка преследования, 6 км мужчины 14 августа 2004  | Эдгарс Пиксонс · Латвия                                                     | 28.34,7 (1+0+1+1)           | Павел Чуприянов · Россия                                                | +1.28,7 (1+0+2+2)     | Анатолий Славгородский · Россия                                                     | +2.01,4 (1+1+1+1)               |
| Спринт, 3 км женщины 13 августа 2004               | Франциска Хильдебранд · Германия                                            | 17.14,3 (0+0)               | Надежда Старик · Россия · Паулина Бобак · Польша                        | +4,3 (2+1) +4,3 (0+0) |                                                                                     |                                 |
| Гонка преследования, 5 км женщины 14 августа 2004  | Ольга Пахомова · Россия                                                     | 31.37,8 (1+1+3+1)           | Франциска Хильдебранд · Германия                                        | +10,0 (0+1+1+1)       | Надежда Старик · Россия                                                             | +39,8 (1+1+5+2)                 |
| Смешанная эстафета 2×3 км + 2×4 км 15 августа 2004 | Польша · Агнешка Гжибек · Паулина Бобак · Мирослав Кобус · Станислав Карпил | 1:11.58,6 (0+2) (0+0) (0+1) | Латвия · Линда Савлака · Герда Круминя · Эдгарс Цакарс · Эдгарс Пиксонс | +19,5 (0+0)           | Россия · Надежда Старик · Ольга Пахомова · Павел Чуприянов · Анатолий Славгородский | +1.10,9 (0+3) (0+0) (0+1) (2+2) |

## Медальный зачёт

### Общий
| Место | Страна   | Gold medal icon.svg | Silver medal icon.svg | Bronze medal icon.svg | Всего |
| ----- | -------- | ------------------- | --------------------- | --------------------- | ----- |
| 1     | Россия   | 6                   | 6                     | 5                     | 17    |
| 2     | Латвия   | 2                   | 1                     | 0                     | 3     |
| 3     | Германия | 1                   | 3                     | 3                     | 7     |
| 4     | Польша   | 1                   | 1                     | 0                     | 2     |
| 5     | Словакия | 0                   | 0                     | 1                     | 1     |

### Взрослые
| Место | Страна   | Gold medal icon.svg | Silver medal icon.svg | Bronze medal icon.svg | Всего |
| ----- | -------- | ------------------- | --------------------- | --------------------- | ----- |
| 1     | Россия   | 5                   | 3                     | 1                     | 9     |
| 2     | Германия | 0                   | 2                     | 3                     | 5     |
| 3     | Словакия | 0                   | 0                     | 1                     | 1     |

### Юниоры
| Место | Страна   | Gold medal icon.svg | Silver medal icon.svg | Bronze medal icon.svg | Всего |
| ----- | -------- | ------------------- | --------------------- | --------------------- | ----- |
| 1     | Латвия   | 2                   | 1                     | 0                     | 3     |
| 2     | Россия   | 1                   | 3                     | 4                     | 8     |
| 3     | Польша   | 1                   | 1                     | 0                     | 2     |
| 3     | Германия | 1                   | 1                     | 0                     | 2     |